# 622 г. пр.н.е.

## Събития

### В Азия

#### В Асирия
- Цар на Асирия е Синшаришкун (627 – 612 или 623 – 612 г. пр.н.е.).

#### Във Вавилония
- Набополaсар (626 – 605 г. пр.н.е.) е цар на Вавилония.[1] Той продължава борбата за свобождаването на цяла Вавилония от асирийска власт, но за периода 622 – 617 г. пр.н.е. съществува празнина във вавилонските исторически хроники.[2]

#### В Юдея
- В тази или предишната година цар Йосия (641/0 – 609 г. пр.н.е.) започва възстановяване на изпадналия в неподдържано състояние Соломонов храм. По това време в храма е открита т.нар. „Книгата на закона“, което довежда до въвеждането на редица реформи.[3]

#### В Мидия
- Киаксар (625 – 585 г. пр.н.е.) е цар на Мидия.[4]

### В Африка

#### В Египет
- Псаметих (664 – 610 г. пр.н.е.) е фараон на Египет.[5][6]